# 卢承庆
盧承慶（595年—670年），字子餘，幽州范阳郡涿县（今河北省涿州市）人，出自范阳卢氏北祖大房，唐朝官员，唐高宗年间任宰相。

## 背景
卢承庆的祖父盧思道是隋朝武阳太守、散骑侍郎。隋炀帝末年大将李渊在太原起兵反隋时，卢承庆之父盧赤松任河東令，先前就认识李渊，李渊兵到后立刻投降，成为李渊的僚属。李渊建立唐朝后，封卢赤松为范阳郡公。卢承庆相貌英俊，仪态大方，博学有才。卢承庆年少时，父亲去世，他继承了范阳郡公的爵位。

## 唐太宗年间
唐太宗继位初期，卢承庆任秦州参军，一次入朝奏报河西军情，说得很清楚，太宗称奇，升他为考功员外郎，后又数次升迁至民部侍郎。一次，太宗问及历代户口之事，卢承庆对以夏朝、商朝乃至北周、隋朝的人口增减，太宗再次表示赞赏，不久让他兼任检校兵部侍郎，知五品选。卢承庆不接受，认为选官是尚书的职责，自己不能越权，但太宗没有答应，说：“朕相信你，你为什么不相信你自己呢？”后来卢承庆又历任雍州别驾、尚书左丞。
二十二年（648年），太宗封禅泰山，以时任户部侍郎卢承庆为检校封禅副大使。

## 唐高宗年间
贞观二十三年（649年）唐太宗驾崩，唐高宗继位。由于权相褚遂良诬告，卢承庆被贬为益州大都督府长史；褚遂良又指控卢承庆在雍州时失职，卢承庆又被贬为简州司马。在这段时间，卢承庆结识了道因法师。一年后，卢承庆转任洪州长史。高宗将要幸汝州温泉，擢升卢承庆为汝州刺史，不久又召他回京任光禄卿。显庆二年（657年），大将苏定方击破西突厥，俘获其可汗阿史那賀魯，十二月，高宗派卢承庆持册命去西突厥把西突厥的土地分给两位忠于唐朝的西突厥王子兴昔亡可汗阿史那彌射和继往绝可汗阿史那步真，又命卢承庆和两位王子给各部首领封刺史以下官职。
四年（659年），代杜正伦为度支尚书。五月，授參知政事衔，为实质宰相。七月，因涉嫌谋反被流放的前宰相国舅长孙无忌进一步遭到指控，卢承庆和其他宰相李勣、许敬宗、辛茂将、任雅相奉命调查。其中许敬宗是武皇后的党羽，也是调查的发起者。长孙无忌最终被迫自杀。十一月，卢承庆被授予高一级的宰相衔同中書門下三品。但次年（660年）七月，他就因为对度支事务处理不当被免官，出为润州刺史。曾任右肃机（尚书右丞），麟德二年（665年）三月奉命为使去东都讯察记录囚犯的罪状。约同年又迁雍州长史，授銀青光祿大夫。总章二年（669年）二月，他又被任为司刑太常伯，以代李乾祐。咸亨元年（670年）闰九月，诏赠新亡的武皇后之母为鲁国太夫人，卢承庆摄同文正卿充监护大使，赐东园秘器，厚给官供。不久即告老请求致仕。高宗批准了，加金紫光祿大夫衔。
他的弟弟卢承业后来也担任雍州长史、检校尚书左丞，兄弟相继担任这些职位，时人以为荣。
当年，卢承庆卒，赠幽州都督，谥号定。临终时，他对儿子们说：“死生至理，亦犹朝之有暮。吾终，敛以常服；晦朔常馔，不用牲牢；坟高可认，不须广大；事办即葬，不须卜择；墓中器物，瓷漆而已；有棺无椁，务在简要；碑志但记官号、年代，不须广事文饰。”
唐德宗年间，卢承庆得以续图凌烟阁。

## 典故
卢承庆任考功员外郎时，有一个监督漕运的官员因遭遇大风丢了粮食，卢承庆给他评为「中下」。这名官员神色自若，一言不发退下了。卢承庆看重他的气量，说“遭遇大风不是你所能阻止的”，改评为「中中」。这名官员既没有表现出高兴的样子，也没有表达惭愧。卢承庆对他的反应表示赞赏，又说他“宠辱不惊”，改评为「中上」。这是卢承庆能表彰别人的优点。

## 评价
- 《旧唐书》
  - 史臣论曰：崔、卢数公，皆以忠清文行，致位枢要。恪恭匪懈，以保名位，诚所谓持盈守成，太平之君子。
  - 赞曰：卢、刘两族，奕世名卿[1]。

## 家庭

### 子孙
- 卢谞
  - 滁州刺史卢鄖
  - 卢垣
    - 卢幼临，刑部郎中
- 卢稹，泾州鹑觚县县令

## 延伸阅读
[在维基数据编辑]
 《舊唐書/卷81》，出自刘昫《舊唐書》
 《新唐書·卷106》，出自《新唐書》